# Mondhygiëne

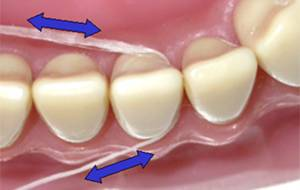
Afbeelding die het gebruik van tandzijde (flosdraad) demonstreert om tandplak tussen de tanden te verwijderen

Mondhygiëne is de dagelijkse verzorging van de mond en het gebit. Het reinigen van het gebit heeft onder meer tot doel het verwijderen van voedselresten, tandplak en allerhande vlekken (zoals die van wijn, koffie en nicotine). Zo blijft het gebit gezond, worden cariës en tandvleesontstekingen voorkomen en wordt ook de kans op focale infecties geminimaliseerd. Een goede mondhygiëne kan (mede daarom) zelfs helpen bij het verlagen van de kans op verschillende systeemziekten zoals hart- en vaatziekten, bacteriële longontsteking en diabetes. Ook kan het bijvoorbeeld de kans verlagen op een laag geboortegewicht bij baby's.
Veel tandheelkundige problemen ontstaan door de langdurige aanwezigheid (langer dan 24 uur) van tandplak. Door mondhygiënisten en tandartsen wordt geadviseerd tandplak tijdig te verwijderen door minimaal tweemaal per dag de tanden te poetsen.
Hoewel veel mensen regelmatig poetsen, is het lastig om de vlakken tussen de tanden schoon te maken. Hiervoor wordt interdentale reiniging aanbevolen (zie hieronder bij producten), met hulpmiddelen zoals floss, interdentale borsteltjes, tandenstokers en apparaatjes die reinigen door middel van waterdruk (orale irrigatoren). Een Cochrane-review van 2019 onderzocht het effect van deze hulpmiddelen op tandplak. Hiervoor bekeek de review gerandomiseerde studies die een interdentaal reinigingsmiddel en tandenpoetsen vergeleken met alleen tandenpoetsen voor ten minste 4 weken, of studies die verschillende reinigingsmiddelen met elkaar vergeleken. Het ging hierbij enkel om reinigingsmiddelen die mensen thuis kunnen toepassen. Uit de studie bleek dat het gebruik van floss of interdentale borsteltjes bovenop poetsen mogelijk tandvleesontsteking en/of tandplak vermindert, wanneer we dit vergelijken met alleen poetsen. Het bewijs voor tandenstokers en orale irrigatoren is beperkt. De uitkomstmaten betroffen alleen de korte termijn en de meeste deelnemers in de studies hadden in het begin van de studie een laag niveau van tandvleesontsteking.
Veel tandenborstels zijn ook voorzien van een tongschraper om de tong te reinigen.
Er wordt meer en meer gebruikgemaakt van een elektrische tandenborstel om de tanden te poetsen.
In de Verenigde Staten was het tot en met de Tweede Wereldoorlog ongebruikelijk dat men zijn tanden poetste. Amerikaanse soldaten die na afloop van de oorlog terugkwamen hadden zich deze gewoonte eigen gemaakt, waarna het tanden poetsen ook in de VS gemeengoed werd.

## Producten

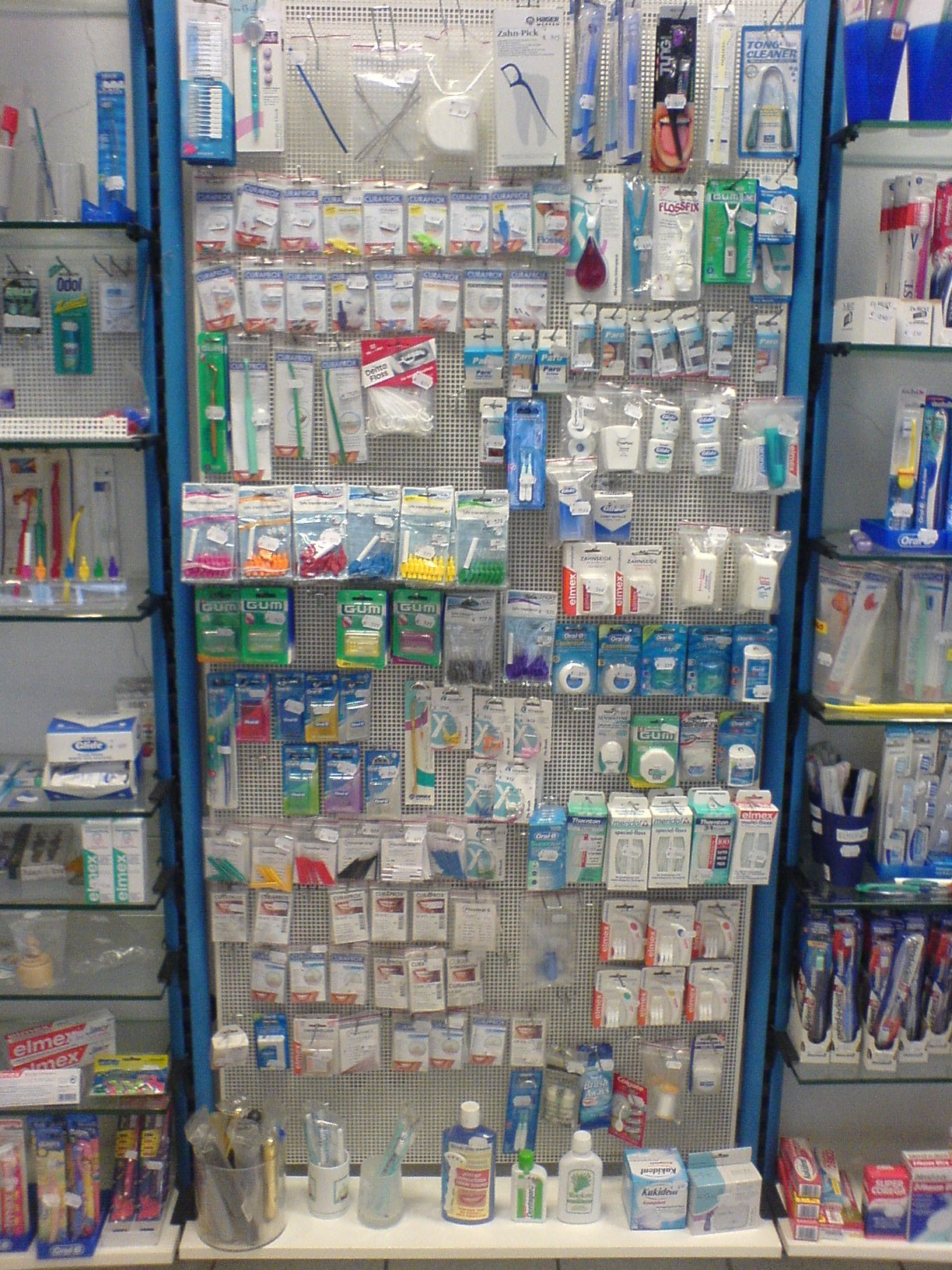
Artikelen voor mondhygiëne

Producten en benodigdheden voor de mondhygiëne:
- tandenborstel
- tandpasta
- tandzijde (flosdraad)
- interdentaalborstel
- tandenstokers
- mondwater
- monddouche
- plakverklikkende tabletten
- tongschraper

## Oral fitness test
Een goede controle op het resultaat is de zogenaamde oral fitness test, een vereenvoudiging van de Eastman Interdental Bleeding Index. Op een eenvoudige manier kan hiermee getest worden of de mond schoon, fris en gezond is. Met een goed natgemaakte tandenstoker wordt stevig tussen de tanden en kiezen gedrukt met de platte kant naar het tandvlees. Van achter, de kiezen, naar voren, de voortanden, daarna teruggaand kan eventuele tandvleesbloeding gesignaleerd worden. Tel het aantal bloedingplaatsen. Dagelijks tandenstokergebruik geeft in de regel binnen 14 dagen verbetering. Gezond is de mond als er praktisch geen bloeding voorkomt.